# Чудец (гмина)
Чудец (пол. Czudec) — сельская гмина (волость) в Польше, входит как административная единица в Стшижувский повет, Подкарпатское воеводство. Население — 11 569 человек (на 2004 год).

## Демография
| Перепись                       | Всего   | Всего | Женщины | Женщины | Мужчины | Мужчины |
| ------------------------------ | ------- | ----- | ------- | ------- | ------- | ------- |
| Единицы                        | человек | %     | человек | %       | человек | %       |
| Население                      | 11 569  | 100   | 5813    | 50,2    | 5756    | 49,8    |
| Плотность населения (чел./км²) | 136,2   | 136,2 | 68,4    | 68,4    | 67,7    | 67,7    |

## Сельские округа
1. Чудец
2. Бабица
3. Нова-Весь
4. Пшедмесце-Чудецке
5. Пстронгова
6. Выжне
7. Заборув

## Соседние гмины
1. Гмина Богухвала
2. Гмина Ивежице
3. Гмина Любеня
4. Гмина Небылец
5. Гмина Стшижув
6. Гмина Велёполе-Скшиньске